# Independente Atlético Clube
O Independente Atlético Clube, também chamado de Independente de Tucuruí, é um clube multiesportivo brasileiro, especializado na modalidade futebol, com sede no município de Tucuruí, sudeste do estado do Pará. Suas cores são verde, branco e azul. Seu atual presidente é Rosalvo Fernandes, tendo como vice-presidente Magid Ramos
É uma das principais equipes de futebol do sudeste do Pará, tendo como alcunha "Galo Elétrico". A equipe manda suas partidas no Estádio Municipal Antônio Dias, conhecido por Estádio Navegantão, situado na cidade de Tucuruí.
Fundado em 28 de novembro de 1972, foi durante as décadas de 1980, 1990 e 2000 a principal agremiação de futebol feminino do norte-nordeste do Brasil, sendo inúmeras vezes campeã estadual, regional e uma vez campeã nacional.
Em 2011, o Independente foi o primeiro time do interior do Pará a ser campeão estadual, após 103 anos sendo vencido apenas por times de Belém, ao vencer o Paysandu na disputa de pênaltis. 

## Histórico
O Independente Atlético Clube foi fundado no dia 28 de novembro de 1972 e registrado, como equipe profissional, na Federação Paraense de Futebol no dia 6 de outubro de 1981.

### Primeiros anos
O clube foi um ideal do seu fundador e antigo patrono, Francisco Marques Bastos, o qual sempre administrou clubes de futebol, entre eles o Izabelense e a agremiação de nome Internacional.
Francisco Bastos resolveu oficializar a criação de uma agremiação, fundando o Independente Atlético Clube, adotando as cores verde, branco e azul com a cruz de malta vermelha em homenagem ao Clube de Regatas Vasco da Gama, tendo o galo como símbolo, transformando-se em uma agremiação de família, e, a partir de 1983, passou a adotar, também, a prática do futebol feminino.

### Futebol feminino
No futebol feminino o clube destacou-se, foi onde o viveu grandes momentos de glória, com as três conquistas da "Copa Meio-Norte", um torneio Maranhão-Pará (1987, 1988 e 1989). Também conquistou o Torneio Norte-Nordeste de Futebol Feminino por três vezes (1999, 2000 e 2001) e a Copa Norte de Futebol Feminino também por 3 vezes (2002, 2003 e 2004), além do seu maior título, a conquista do Torneio Nacional de Futebol Feminino (competição equivalente ao atual Campeonato Brasileiro de Futebol Feminino) no ano de 1990, na cidade de Águas de Lindóia.
Entre 1999 e 2007 o time foi hexacampeão do Campeonato Paraense de Futebol Feminino, de um período onde, inclusive, várias atletas da equipe foram convocadas para a Seleção Brasileira de Futebol Feminino, como foi o caso de Cebola e Formiga, entre outras.

### Declínio
Entre 2008 e 2010 o clube enfrentou severas dificuldades financeiras, fazendo com que, em 2010, fechasse as portas. Sua gloriosa equipe feminina foi desmanchada.

### Transferência para Tucuruí
Em maio de 2010, o Independente foi comprado pelo então diretor Deley Santos e desmembrado em 180 cotas de sócio proprietário, sendo que diversas pessoas e empresários de Tucuruí adquiriram as cotas em 2 dias. Assim, Deley decidiu estabelecer sua equipe naquela cidade, que não havia times de renome, conquistando rapidamente a simpatia da cidade.
Em 2011, o Independente fez história no futebol masculino paraense, sendo o primeiro time de uma cidade do interior do estado do Pará à ser campeão estadual, acabando com um tabu de 103 anos que o campeonato era apenas vencido por times da capital paraense. O título foi conquistado ao vencer o time do Paysandu na disputa de pênaltis por 3x0.

## Rival
Os cronistas desportivos costumam considerar como rival do Independente a equipe do Águia de Marabá Futebol Clube, sendo suas partidas denominadas "Clássico Galo-Águia" ou "Clássico do Carajás", este último em referência ao estado do Carajás, onde seriam as maiores equipes campeãs, caso o estado existisse.

## Títulos
- : Campeão Invicto

| Estaduais | Estaduais                      | Estaduais | Estaduais  |
|           | Competição                     | Títulos   | Temporadas |
|           | Campeonato Paraense            | 1         | 2011       |
|           | Taça Cidade de Belém           | 1         | 2015       |
|           | Taça Estado do Pará            | 1         | 2011       |
|           | Taça ACLEP                     | 1         | 2014       |
|           | Campeonato Paraense - Série B1 | 2         | 20092024   |
| --------- | ------------------------------ | --------- | ---------- |

### Torneios amistosos
- Torneio Titan (Município de Castanhal) de Futebol Profissional: 1988

## Estatísticas

### Participações
|  | Participações em 2025 |

| Competição | Competição          | Temporadas | Melhor campanha         | Estreia | Última | P | R |
| Pará       | Campeonato Paraense | 23 [F1]    | Campeão (2011)          | 1987    | 2025   |   | 3 |
| Pará       | Série B1            | 13         | Campeão (2009 e 2024)   | 1996    | 2024   | 3 | – |
|            | Copa Verde          | 2          | Quartas de final (2020) | 2015    | 2020   |   |   |
| Brasil     | Série D             | 3          | 8º colocado (2011)      | 2011    | 2020   | – |   |
| Brasil     | Copa do Brasil      | 5          | 2ª fase (2015)          | 2012    | 2020   |   |   |

- ^  F1. Contando com as participações na taça ACLEP.

## Escudos
| Evolução do Escudo do Independente Atlético Clube | Evolução do Escudo do Independente Atlético Clube | Evolução do Escudo do Independente Atlético Clube | Evolução do Escudo do Independente Atlético Clube | Evolução do Escudo do Independente Atlético Clube | Evolução do Escudo do Independente Atlético Clube | Evolução do Escudo do Independente Atlético Clube | Evolução do Escudo do Independente Atlético Clube | Evolução do Escudo do Independente Atlético Clube |
| 1                                                 | Atual                                             |                                                   |                                                   |                                                   |                                                   |                                                   |                                                   |                                                   |
| ------------------------------------------------- | ------------------------------------------------- | ------------------------------------------------- | ------------------------------------------------- | ------------------------------------------------- | ------------------------------------------------- | ------------------------------------------------- | ------------------------------------------------- | ------------------------------------------------- |

## Uniformes

### 2022
| Cores do Time · Cores do Time · Cores do Time · Cores do Time · Cores do Time | Cores do Time · Cores do Time · Cores do Time · Cores do Time · Cores do Time |

### 2021
| Cores do Time · Cores do Time · Cores do Time · Cores do Time · Cores do Time | Cores do Time · Cores do Time · Cores do Time · Cores do Time · Cores do Time |

### 2020
| Cores do Time · Cores do Time · Cores do Time · Cores do Time · Cores do Time | Cores do Time · Cores do Time · Cores do Time · Cores do Time · Cores do Time | Cores do Time · Cores do Time · Cores do Time · Cores do Time · Cores do Time | Cores do Time · Cores do Time · Cores do Time · Cores do Time · Cores do Time |

### 2019
| Cores do Time · Cores do Time · Cores do Time · Cores do Time · Cores do Time | Cores do Time · Cores do Time · Cores do Time · Cores do Time · Cores do Time |

### 2018
| Cores do Time · Cores do Time · Cores do Time · Cores do Time · Cores do Time | Cores do Time · Cores do Time · Cores do Time · Cores do Time · Cores do Time |

### 2017
| Cores do Time · Cores do Time · Cores do Time · Cores do Time · Cores do Time | Cores do Time · Cores do Time · Cores do Time · Cores do Time · Cores do Time |

### 2016
| Cores do Time · Cores do Time · Cores do Time · Cores do Time · Cores do Time | Cores do Time · Cores do Time · Cores do Time · Cores do Time · Cores do Time |

### 2014-15
| Cores do Time · Cores do Time · Cores do Time · Cores do Time · Cores do Time | Cores do Time · Cores do Time · Cores do Time · Cores do Time · Cores do Time | Lançado em 2015 |

## Outras conquistas

### Futebol Feminino
- Torneio Nacional de Futebol Feminino: 1990
- Torneio Norte-Nordeste de Futebol Feminino: 3 vezes (1999, 2000 e 2001)
- Copa Norte de Futebol Feminino: 3 vezes (2002, 2003 e 2004)
- x Copa Meio-Norte: Torneio Pará/Maranhão de Futebol Feminino: 3 vezes (1987, 1988 e 1989)
- Campeonato Paraense de Futebol Feminino: 6 vezes (1999, 2000, 2001, 2002, 2003 e 2007)

### Futebol de Salão
- Troféu Brasil de Futebol de Salão Feminino: 2 vezes (1990 e 1991).
- Campeonato Paraense de Futebol de Salão: 3 vezes (1992, 1993 e 1994).

- Vice-Campeonato Paraense - Sub-17: 2013
- Campeonato Paraense de Futebol Mirim: 1991.
- Campeonato Paraense de Futebol Mirim II JAM: 1992.
- Taça Y. Yamada de Futebol Mirim: 1991.
- Campeonato Paraense de Futebol Infantil: 1991.
- Campeonato Paraense de Futebol Juvenil: 1991.
- Vice-Campeonato Paraense de Futebol Júnior: 1991.
- Vice-Campeonato Paraense de Futebol Sub-13: 2008.